# Maowanli-Brennofen
Die Maowanli-Brennofenstätte (chinesisch 茅湾里窑址, Pinyin Máowānlǐ yáozhǐ), auch „Maowanli-Stempeltöpferei-Brennofenstätte“ (茅湾里印纹陶窑址,  Máowānlǐ yìnwéntáo yáozhǐ) genannt, ist eine archäologische Stätte von Keramikbrennöfen der Stempeltöpfereikultur. Die Stätte liegt im Dorf Datangwu der Großgemeinde Jinhua, im Stadtbezirk Xiaoshan von Hangzhou in der chinesischen Provinz Zhejiang und wurde 1956 ausgegraben. Es ist ein Brennofen aus dem Staat Yue und ein typischer Brennofen der Frühlings- und Herbstperiode und Zeit der Streitenden Reiche. Die Stätte des Maowanli-Brennofens steht seit 2006 auf der Liste der Denkmäler der Volksrepublik China (6-87).